# Zoo Empire
Zoo Empire – gra typu tycoon, w której gracz może stworzyć własny ogród zoologiczny.
W Zoo Empire gracz może wybrać tryb rozgrywki, w którym sam od początku ustala reguły rządzące jego parkiem, albo tzw. „Career mode”, w którym to gracz osiąga kolejne stanowiska – od opiekuna zwierząt do dyrektora Zoo.

## Rozgrywka
W grze zawarte zostało 40 rodzajów zwierząt, między innymi koale i warany z Komodo. Część zwierząt gracz musi odblokowywać podczas rozgrywki. W grze jest ponad 200 rodzajów budynków, przedmiotów oraz punktów usługowych do wykorzystania. „Wolny” tryb rozgrywki, w którym gracz ustala zasady lub dwudziestoscenariuszowa kampania. Gracz ma możliwość szkolenia zwierząt i organizacji pokazów tresury oraz możliwość fotografowania zdjęć do albumu. Do gry przygotowano zestaw tutoriali.